# 星毛羊奶子
星毛羊奶子（学名：Elaeagnus stellipila）为胡颓子科胡颓子属下的一个种。

## 扩展阅读
- 維基物種上的相關：星毛羊奶子